# Игрушка (фильм, 1982)
«Игрушка» (англ. The Toy) — американская кинокомедия 1982 года с Ричардом Прайором в главной роли, ремейк одноимённого французского фильма 1976 года. 
Несмотря на коммерческий успех фильма, попавшего в двадцатку самых успешных картин 1982 года, он был холодно встречен критиками.

## Сюжет
Писатель-афроамериканец средних лет Джек Браун (Jack Brown) отчаянно нуждается в деньгах и никак не может найти работу. После безуспешных попыток получить место в местной газете он устраивается уборщиком и официантом к владельцу газеты Ю. С. Бейтсу (англ. U. S. Bates), крупному бизнесмену. 
Его сын Эрик (Eric Bates) во время посещения магазина игрушек, где работает Браун, выбирает его в качестве живой игрушки.

## В ролях
| Актёр             | Роль          |
| ----------------- | ------------- |
| Ричард Прайор     | Джек Браун    |
| Джеки Глисон      | Ю. С. Бейтс   |
| Нед Битти         | Сидни Морхаус |
| Скотт Шварц       | Эрик Бейтс    |
| Тереза Ганзел     | Фэнси Бейтс   |
| Уилфрид Хайд-Уайт | Баркли        |
| Тони Кинг         | Клиффорд      |
| Вирджиния Каперс  | Руби Симпсон  |